# Дроворуб
«Дроворуб» (рос. Дровосек) — картина російського та українського художника-авангардиста Казимира Малевича, датована 1912—1913 рр. Виставлена в Музеї Стедлейка в Амстердамі. Вона представляє механізованого персонажа, підняті руки, готові до удару, в напруженій нерухомості. Складені за ним колоди, здається, об'єднані рядом падінь, що становлять механічні колеса машини. Таким чином, утворена гра в кола і циліндри призводить до потужного механічного ефекту, посиленого металевими кольорами, які утворюють контрастну мозаїку. Дерево — є суттю російської селянської культури. Це предмет, який рясніє в Росії і використовується як для палаців, так і для ізб. Крім того, найдовші стовбури картини готові використовувати для будівництва ізби. Тим не менше, глядач відчуває себе поза часом і простором, у всесвіті, відмінному від природи. Мальовничий простір схожий на «машинізований», простір і ми вже знаходимо тут зародки російського конструктивізму 1920-х років.
Малевич, виходячи з іконографічної структури популярних образів, лубок, створює створює «новий російський стиль», як він називає себе своїми примітивістськими картинами.

Але він додає принципів геометричного сезанізму та футуристичної металізації кольорів. Заповіти Сезанна в його листі від 15 квітня 1904 року до Еміля Бернара були: ("Обробляйте природу циліндром, сферою, конусом, все в перспективі) 
Traitez la nature par le cylindre, la sphère, le cône, le tout mis en perspective…
 Малевич дає цілком оригінальне тлумачення цих принципів порівняно з французькими живописцями, Пабло Пікассо, Жоржем Брака, Фернаном Леже — навіть якщо Малевич тут дуже близький до останнього своїми трубчастими фігурами, своїм циліндризмом.
Асортимент кольорів у Малевича також відрізняється від тих французьких художників, які у 1910-х роках скоріше звели свій вибір на охри, коричневі, сірі, чорношкірі.
Геометричний сезанізм додає внесок італійського футуризму: живопис — це композиція, побудована і покрита металевою фарбою. Саме з цієї геометрії та футуризму Малевич зміг підробити термін кубофутуризм.